# ملاذكرد 1071 (فلم)
ملاذكرد 1071: فيلم يصور وقائع معركة ملاذكرد بين السلاجقة والبيزنطيين عام 1071. إنتاج هيئة الإذاعة والتلفزيون التركية و بطولة جنكيز جوكشون المعروف بـ تورغوت ألب في مسلسل قيامة أرطغرل ويؤدي دور السلطان ألب أرسلان. إخراج المخرجين بلال كاليونجو، وأوزغور بكار، وسيناريو كل من ألبر قولجم، وبلال كاليونجو، وأوزغور بكار

## قصة الفيلم
وقائع معركة ملاذكرد في 1071، حيث تمكن فيها السلطان السلجوقي ألب أرسلان، من هزيمة الجيش البيزنطي بقيادة الإمبراطور رومانوس الرابع ديوجينيس. انتصر السلاجقة بقيادة ألب أرسلان في هذه المعركة، فتح الطريق أمام المسلمين للتقدم في المنطقة.

## وصلات خارجية
- ملاذكرد 1071 علي قاعدة بيانات الأفلام على الإنترنت